# مسجد ته باغ لله

مسجد تَه باغ لله مربوط به دوره قاجار است و در کرمان، خیابان شریعتی، کوچه شماره ۱۳، محله ته باغ لله واقع شده و این اثر در تاریخ ۲۲ مرداد ۱۳۸۴ با شمارهٔ ثبت ۱۳۲۸۱ به‌عنوان یکی از آثار ملی ایران به ثبت رسیده است.